# Pyromania
„Pyromania“ (на български: Пиромания) е третият студиен албум на британската хевиметъл група Деф Лепард. Издаден е през 1983 година.
Албумът влиза в листите на най-продаваните албуми в световната музикална индустрия. В САЩ, „Pyromania“ достига статус на 10х-„Платинен албум“, продавайки над 10 000 000 копия. В Канада е обявен за 7х-„Платинен албум“ (над 560 000 продажби), в родината на групата – Великобритания, произведението е сертифицирано като „Сребърен албум“.
Композиции като: „Too Late for Love“, „Rock Rock ('Til You Drop)“, „Photograph“, „Foolin“ и „Rock of Ages“ се превръщат в световно популярни класики. Списание „Rolling Stone“ включва албумът в групата „500 най-велики албуми на всички времена“. Списание „Q“ поставя албумът сред 40-те най-добри плочи издадени през 1980-те. „Pyromania“ е поставен на 47-а позиция в класацията на Metal-Rules.com – „Топ 100 Хевиметъл албуми“.

## История
Албумът е частично записан с оригиналния китарист Пит Уилис, чийто ритъм китарни партии звучат във всички песни. По средата на звукозаписните сесии обаче, Уилис е уволнен поради прекалена злоупотреба с алкохол. Той е заменен от Фил Колин, който се превръща в основен китарист на Деф Лепард до наши дни. Колин записва някои китарни сола и други партии недовършени от предшиственика му. На гърба на издадената плоча, Уилис се вижда на заден план на снимката на вокалиста Джо Елиът, докато Фил Колин е представен с персонална фотография.
През 2009 година е пуснато ремастерирано луксозно издание на албума с включен бонус – концертно CD.

## Списък на песните
1. „Rock Rock ('Til You Drop)“ (Clark, Elliott, Lange, Savage) – 3:52
2. „Photograph“ (Clark, Elliott, Lange, Savage, Willis) – 4:12
3. „Stagefright“ (Elliott, Lange, Savage) – 3:46
4. „Too Late for Love“ (Clark, Elliott, Lange, Savage, Willis) – 4:30
5. „Die Hard the Hunter“ (Clark, Elliott, Lange, Savage) – 6:17
6. „Foolin“ (Clark, Elliott, Lange) – 4:32
7. „Rock of Ages“ (Clark, Elliott, Lange) – 4:09
8. „Comin' Under Fire“ (Clark, Elliott, Lange, Willis) – 4:20
9. „Action! Not Words“ (Clark, Elliott, Lange) – 3:52
10. „Billy's Got a Gun“ (Clark, Elliott, Lange, Savage, Willis) – 5:27

## Музиканти
- Джо Елиът – вокали
- Стив Кларк – китари
- Рик Савидж – баскитара
- Рик Алън – барабани
- Фил Колин – китари
- Пит Уилис – китари